# Näveririvier
Näveririvier (Zweeds: Näverijoki)is een rivier die stroomt in de Zweedse gemeente Kiruna. De rivier voedt en ontwatert de Näverimeren (Näverijävret). Ze stroomt grotendeels zuidwaarts. Na 18630 meter stroomt ze de
Torne in. De rivier heeft moerassige oevers.
Afwatering: Näveririvier → Torne → Botnische Golf